# Bulbophyllum trichorhachis
Bulbophyllum trichorhachis là một loài phong lan thuộc chi Bulbophyllum, là loài bản địa của hòn đảo Sulawesi ở Indonesia.